# 玉木美孝
玉木 美孝（たまき よしたか、1967年10月8日 - 2023年7月13日）は、日本のゲームクリエイター。神奈川県出身。

## 来歴
大学在学中にエニックス（現スクウェア・エニックス）のゲームデザインコンテストでの準入賞をきっかけにゲーム業界へ入り、ゲームのキャラクターやパッケージのデザイン等を担当する。コンテストでの準入賞と同時期に元同級生の浅田弘幸の紹介で小谷憲一のアシスタントも務めていた。グラフィックデザインをする傍ら1999年5月に有限会社サラマンダー・ファクトリーを設立し、取締役専務 兼 デザイナーを務める。その後2006年1月に有限会社スワロウテイルズのデザイナーとなった。
2023年7月13日、肺癌により死去していたことが同年9月29日にXにて公表された。55歳没。

## ゲーム作品
キャラクターデザイン
- シャイニング&ザ・ダクネス（メガドライブ、1991年3月21日）セガ
- シャイニング・フォース 神々の遺産（メガドライブ、1992年3月20日）セガ
- ランドストーカー ～皇帝の財宝～（メガドライブ、1992年10月30日）セガ
- フェーダ ジ・エンブレム・オブ・ジャスティス（スーパーファミコン、1994年10月28日）やのまん
- レディストーカー ～過去からの挑戦～ （スーパーファミコン、1995年4月1日）タイトー
- アランドラ（PlayStation、1997年4月11日）SCE
- フェーダ2 ホワイト＝サージ・ザ・プラトゥーン（PlayStation、1997年4月18日）やのまん
- クライマックスランダーズ（ドリームキャスト、1999年9月15日）セガ
- RPGツクール4（PlayStation、2000年12月7日）エンターブレイン
- シャイニング・ソウル（ゲームボーイアドバンス、2002年3月28日）セガ
- シャイニング・ソウルII（ゲームボーイアドバンス、2003年7月24日）セガ
- シャイニング・フォース 黒き竜の復活（ゲームボーイアドバンス、2004年8月5日）セガ

モンスターデザイン
- シャイニング・ティアーズ（PlayStation 2、2004年11月3日）セガ
- シャイニング・フォース ネオ（PlayStation 2、2005年3月24日）セガ

グラフィック監修
- リトルバスターQ（ゲームボーイアドバンス、2002年11月29日）トミー
- GetBackers奪還屋～メトロポリス奪還大作戦!～（ゲームボーイアドバンス、2003年3月20日）コナミ

## 漫画作品
- ドゥーム・ブレイド（メガドライブFAN（徳間書店）連載、未単行本化）

## 小説作品（挿絵担当）
- 空飛ぶ!竜峰学園（和智正喜著、スーパークエスト文庫（小学館））

vol.1（1993年5月）ISBN 4-09-440111-3
vol.2（1993年7月）ISBN 4-09-440112-1
vol.3（1993年10月）ISBN 4-09-440113-X
vol.4（1994年1月）ISBN 4-09-440114-8